# ماسایا ناکاهارا
ماسایا ناکاهارا (انگلیسی: Masaya Nakahara؛ زادهٔ ۴ ژوئن ۱۹۷۰) موسیقی‌دان، نویسنده، بازیگر اهل ژاپن است. وی از سال ۱۹۸۸ میلادی تاکنون مشغول فعالیت بوده‌است.